# Lutheran Church in Southern Africa
| Lutheran Church in Southern Africa | Lutheran Church in Southern Africa                                  |
| Basisdaten                         | Basisdaten                                                          |
| ---------------------------------- | ------------------------------------------------------------------- |
| Leitender Geistlicher:             | Bischof Right Rev. S.M.A. Modise Maragelo                           |
| Mitgliedschaft:                    | Internationaler Lutherischer Rat                                    |
| Diözesen:                          | 5                                                                   |
| Gemeinden:                         | 100 Kirchgemeinden in 51 Pfarrbezirken                              |
| Gemeindeglieder:                   | 20.000                                                              |
| Anschrift:                         | Arcadia Street 790, Arcadia – Pretoria P.O. Box 13292 Hatfield 0028 |
| Internetauftritt:                  | Lutheran Church in Southern Africa                                  |

Die Lutheran Church in Southern Africa (deutsch etwa: „Lutherische Kirche im Südlichen Afrika“) ist eine evangelisch-lutherische Kirche in Südafrika, Eswatini und Botswana.

## Geschichte und Gegenwart
Die Lutheran Church in Southern Africa geht zurück auf evangelisch-lutherische Missionare der Lutherischen Kirchenmission (Bleckmarer Mission) e.V., eines heute der Selbständigen Evangelisch-Lutherischen Kirche zugehörigen missionarischen Werkes. Im Jahr 1967 wurde sie unabhängig. Finanziell und personell wird sie weiter unterstützt durch die Lutherische Kirchenmission und die Lutheran Church – Missouri Synod aus den USA. Vorwiegend Schwarze und Inder gehören dieser lutherischen Kirche an. Sie unterhält das theologische Seminar Lutheran Theological Seminary Tshwane und unterhält im Rahmen ihrer Möglichkeiten sozial-diakonische Projekte.

## Struktur
Die Kirche gliedert sich in fünf Diözesen:
- Diözese Botswana
- Diözese Gauteng
- Diözese KwaZulu-Natal
- Diözese Mpumalanga
- Diözese Nord-West

Der Kirche steht ein Bischof vor, derzeit Modise Maragelo.

## Internationale Mitgliedschaft
Die Lutheran Church in Southern Africa ist Mitglied im Internationalen Lutherischen Rat. Sie steht in Kirchen- und Abendmahlsgemeinschaft u. a. mit der vorwiegend „weißen“ Freien Evangelisch-Lutherischen Synode in Südafrika (FELSiSA), der Selbständigen Evangelisch-Lutherischen Kirche und der Lutheran Church – Missouri Synod.